# Montagne del Perù

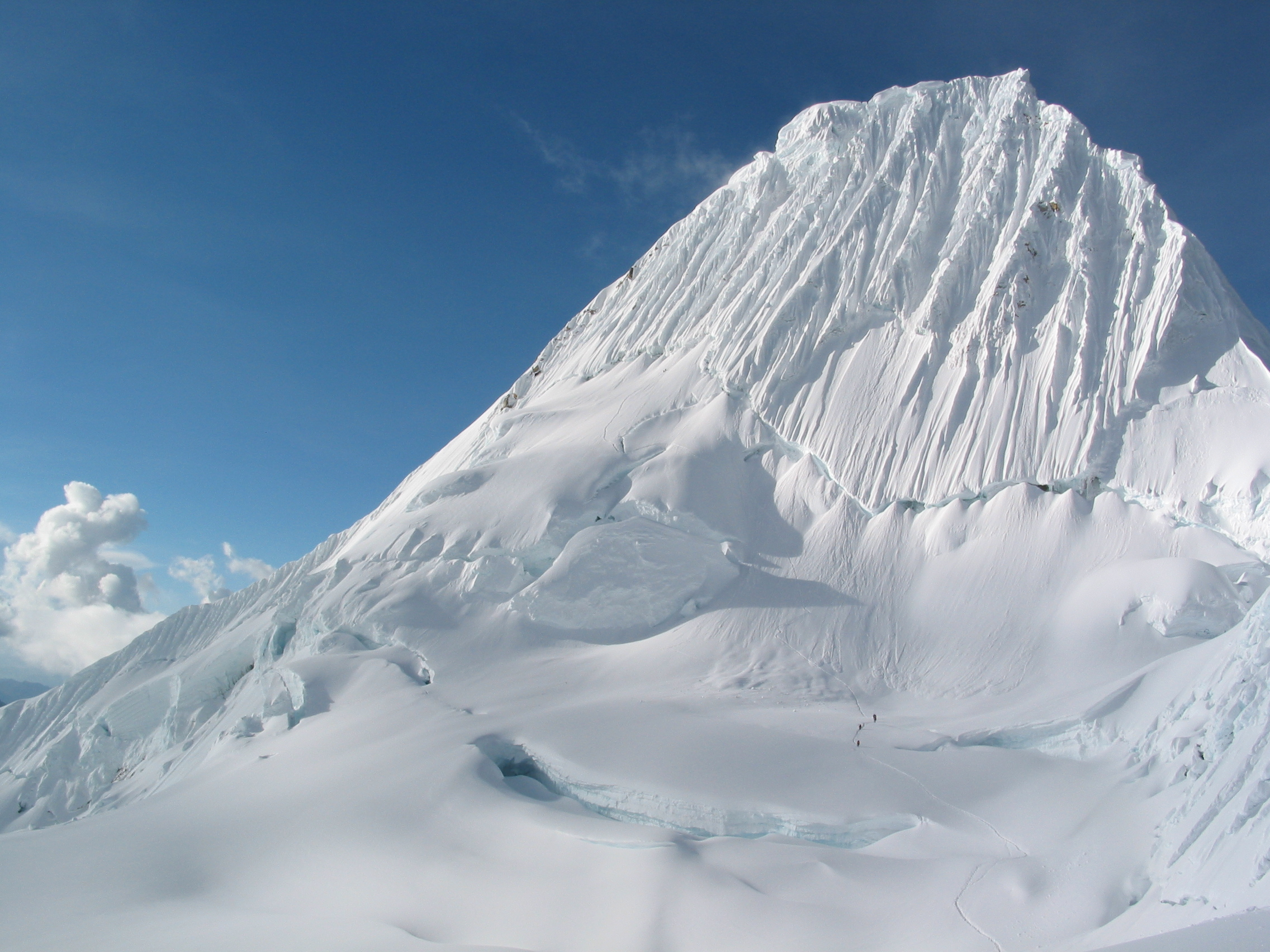
Alpamayo

Questa è la lista delle trentasette cime superiori ai 6.000 m in Perù appartenenti alle Ande centrali (Cordillera Blanca, Cordillera Huayhuash, Cordillera Negra) per definizione di vetta, si sono considerati i picchi che si innalzano per più di 300 m sopra il punto che li divide da un picco più alto.. Questa lista è ricavata dalla serie completa di mappe dell'istituto geografico militare peruviano oltre che da varie fonti alpinistiche.
Le altezze sono ricavate dalla serie di mappe 1:100.000 dell'IGM Peruviano integrate con le mappe dell'OEAV riferite alla Cordillera Blanca (parte nord e parte sud), usate dove le mappe IGM non forniscono la quota. I dati SRTM sono stati usati in più parti per confermare queste quote, ma a causa della ripidità del terreno sono spesso inutilizzabili.

## Descrizione

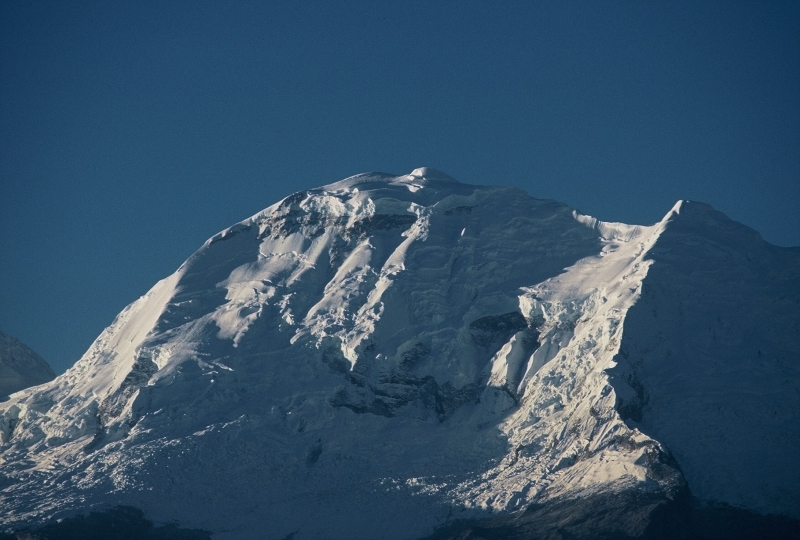
Huascarán Sur

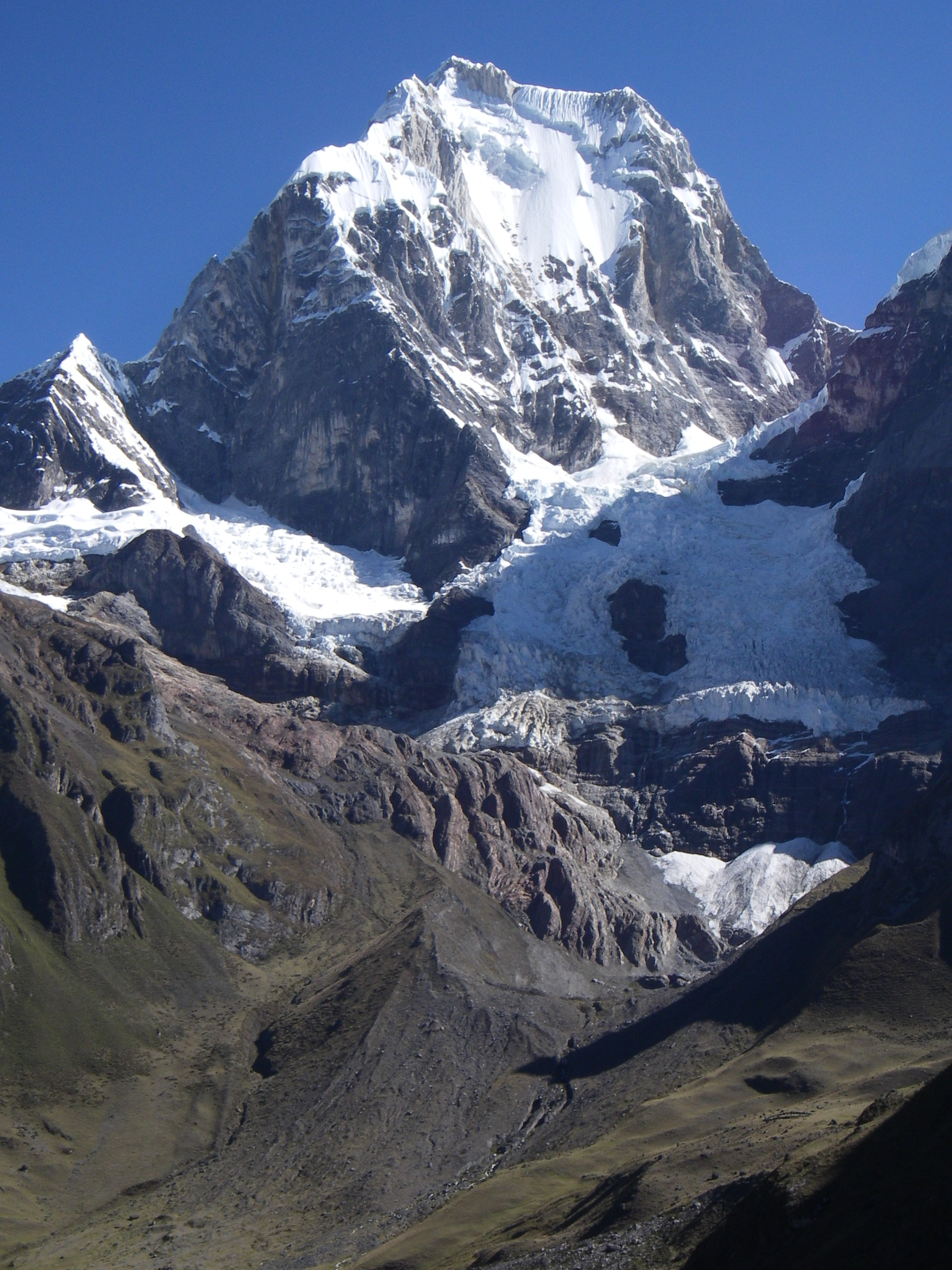
Yerupaja

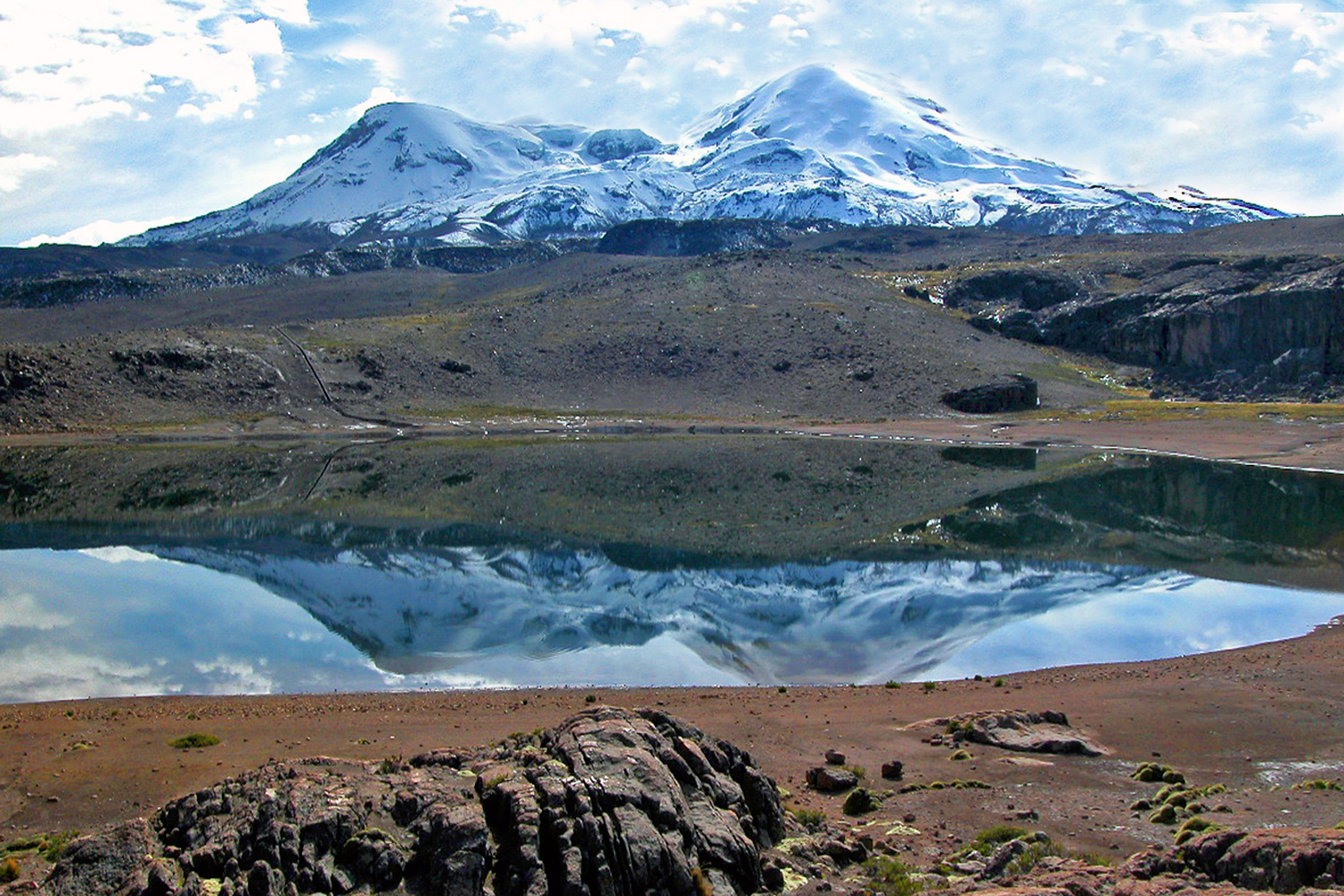
Coropuna

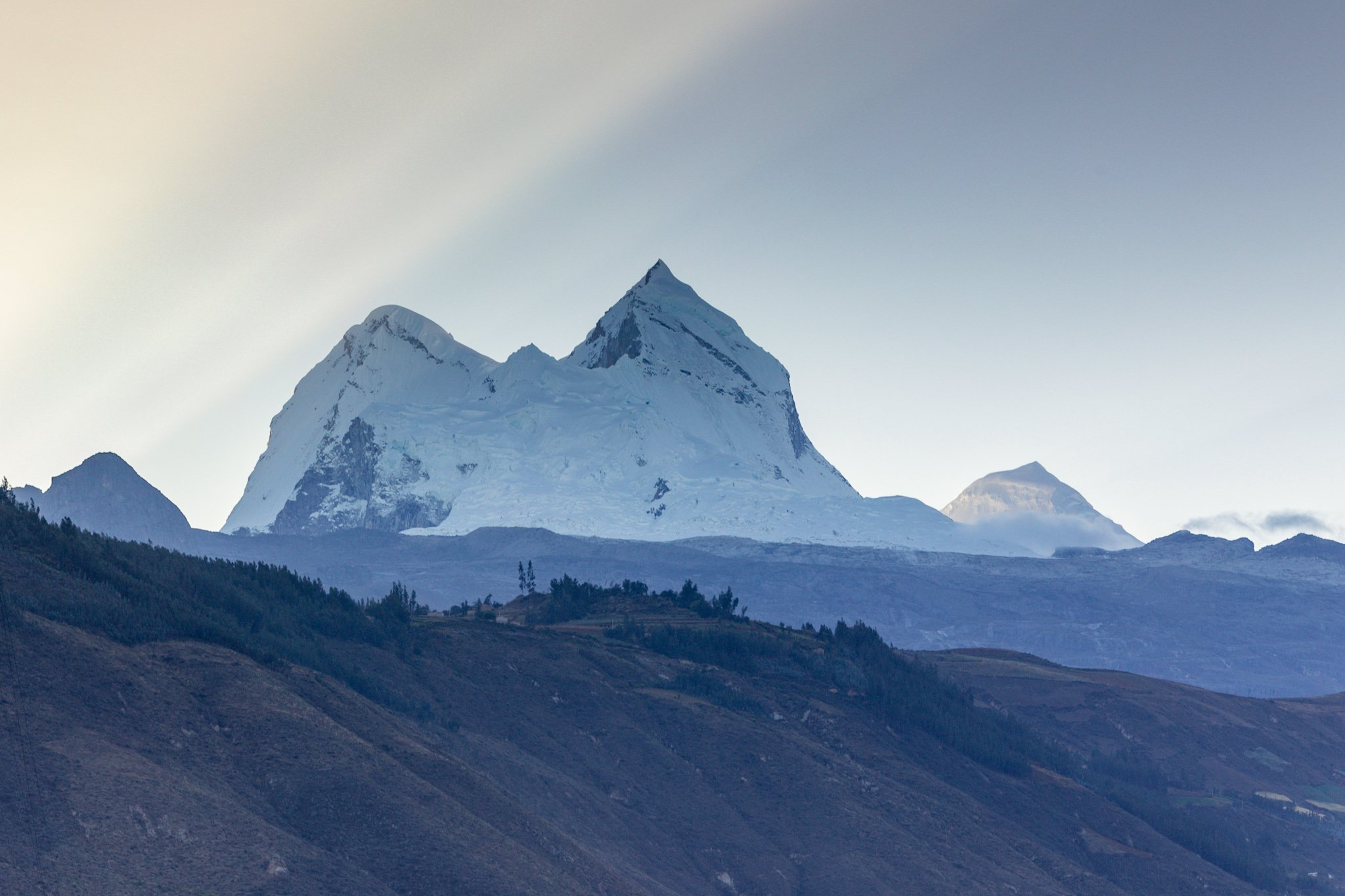
Huandoy

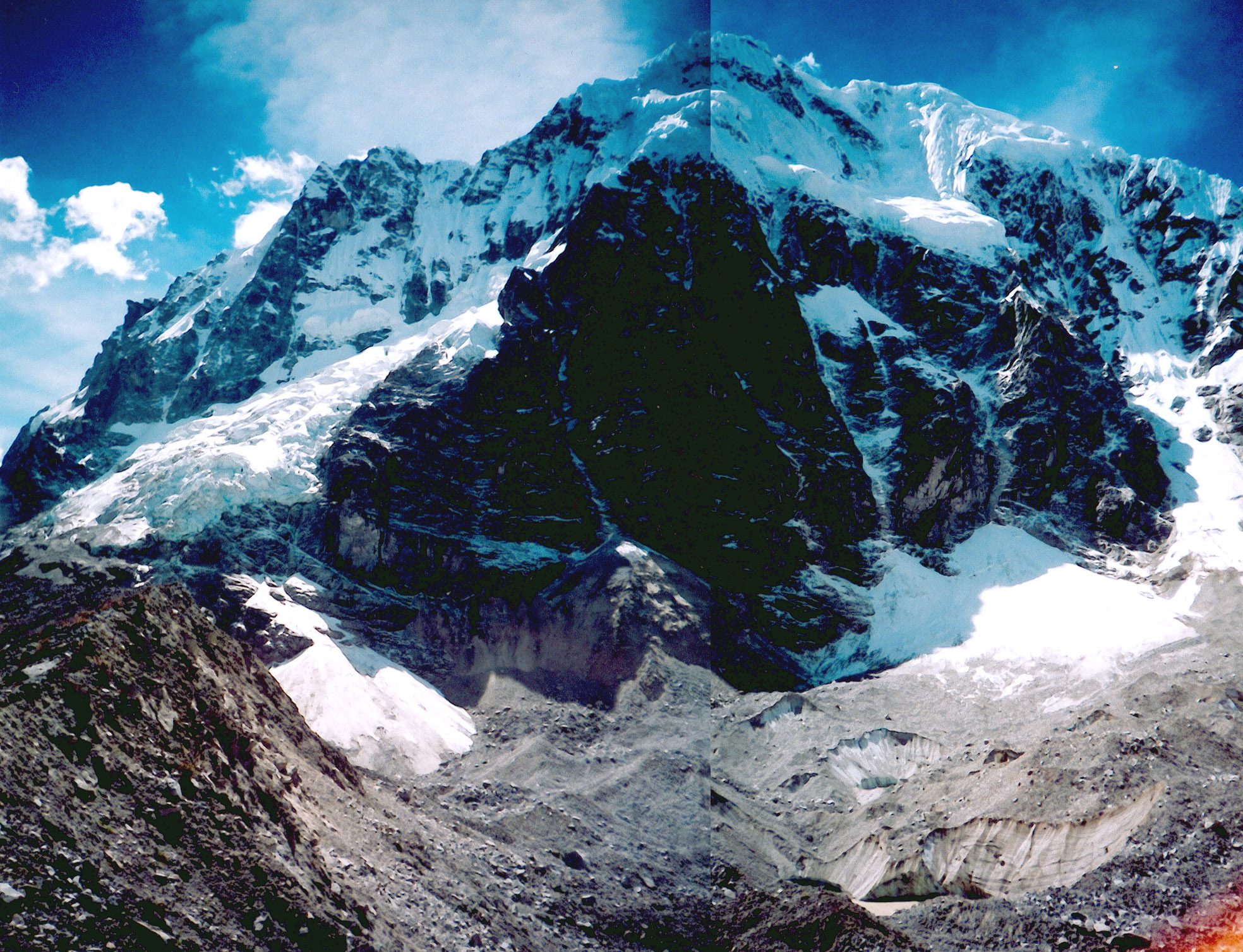
Salcantay

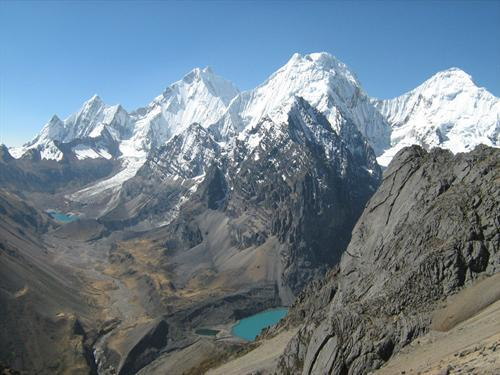
Siula Grande

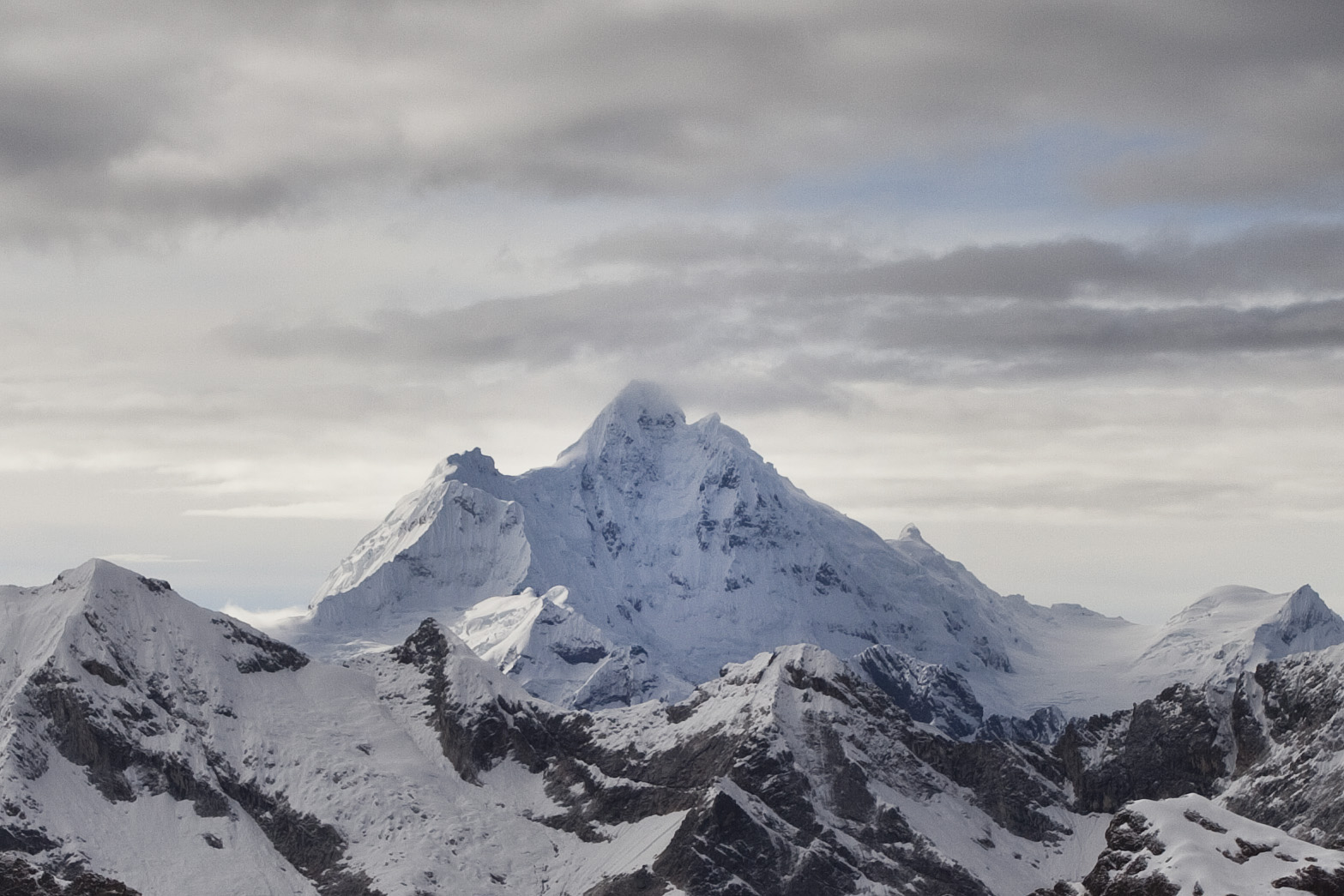
Huantsán

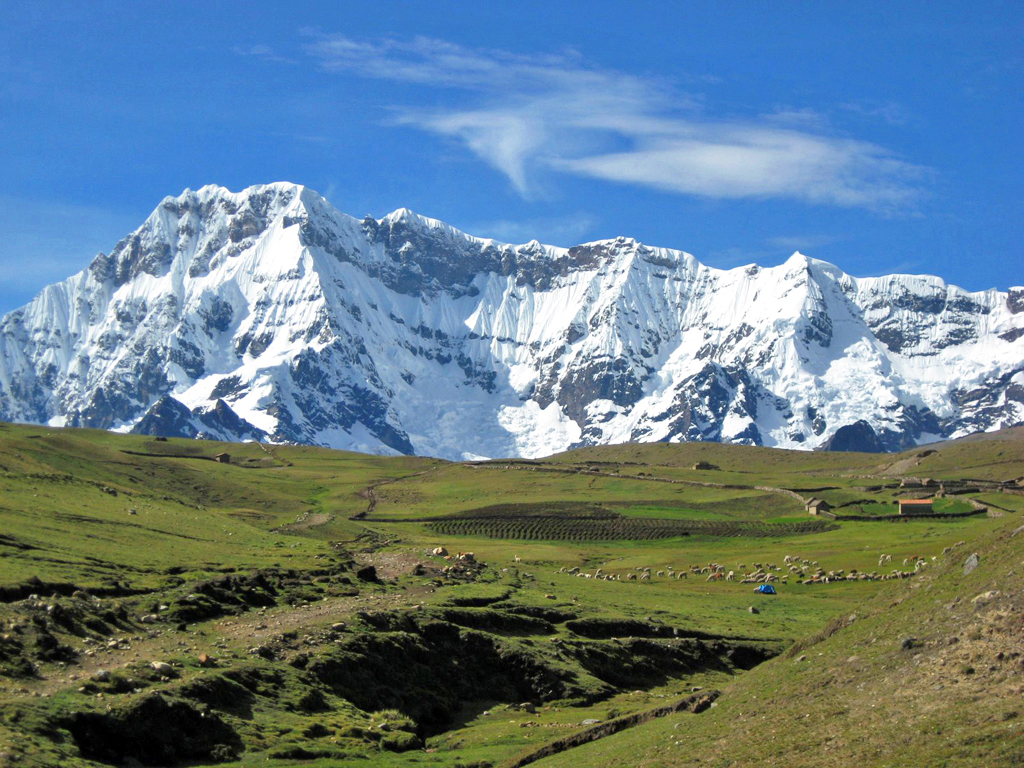
Ausangate

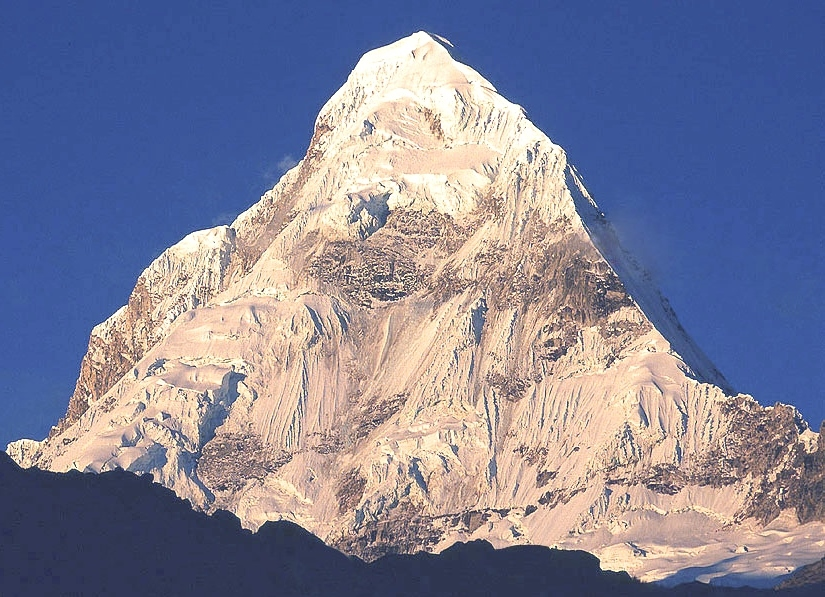
Nevado Santa Cruz

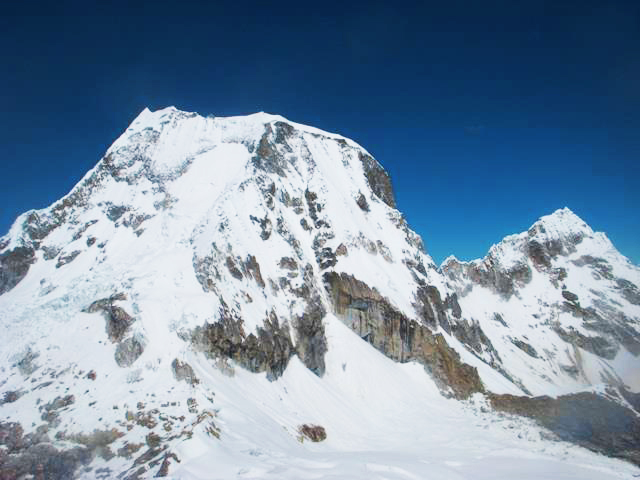
Ranrapalca

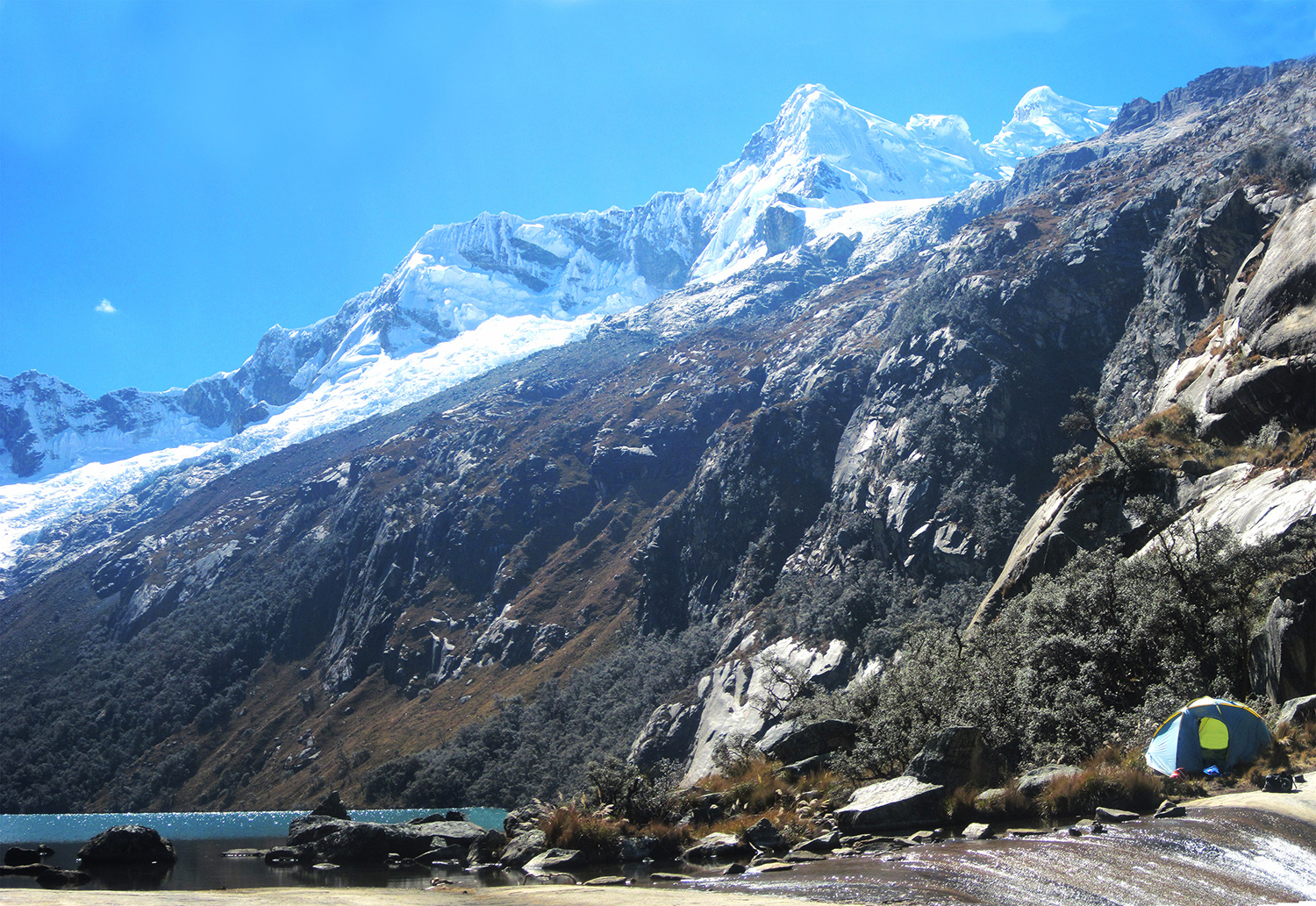
Hualcán

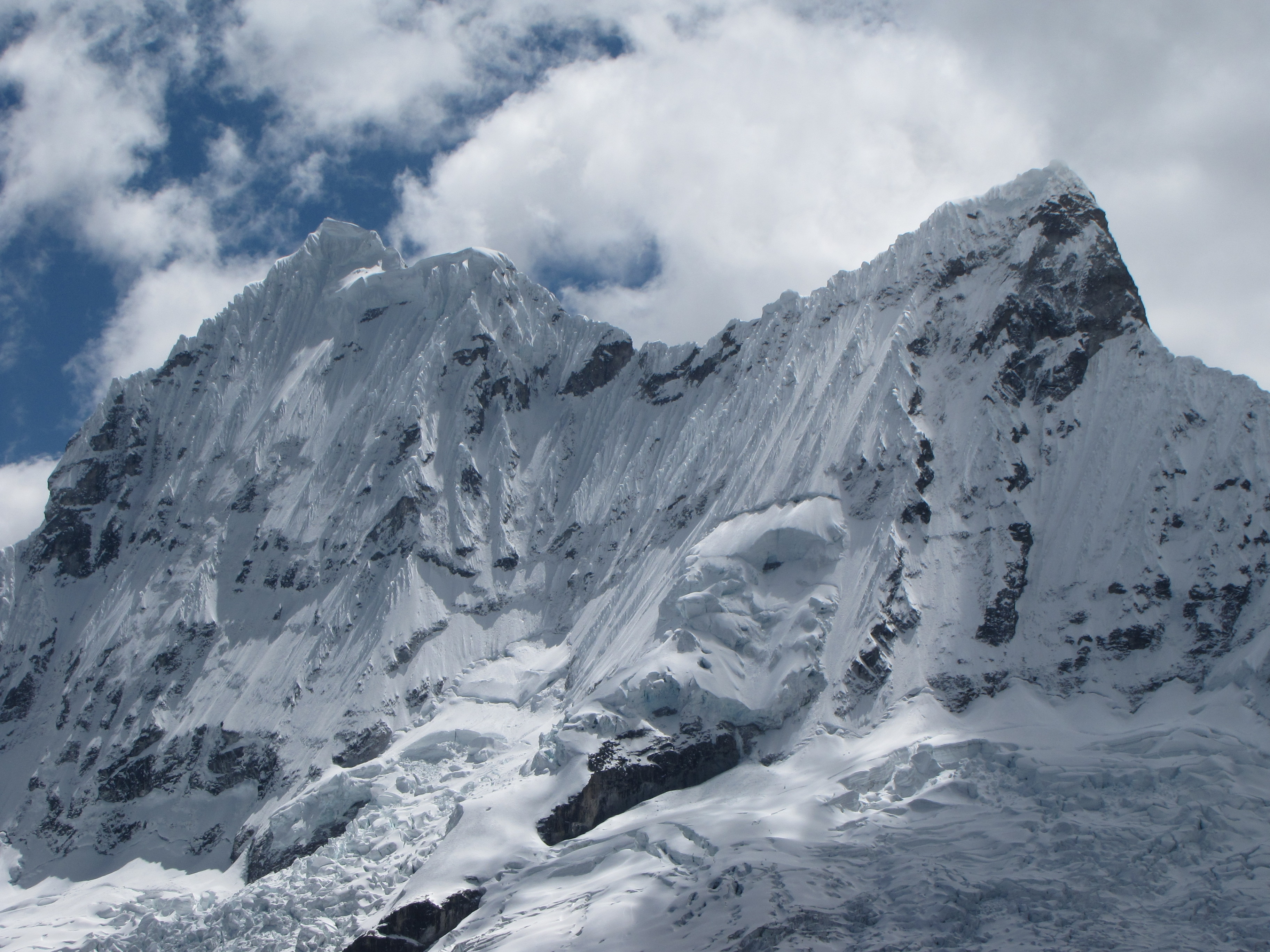
Chacraraju

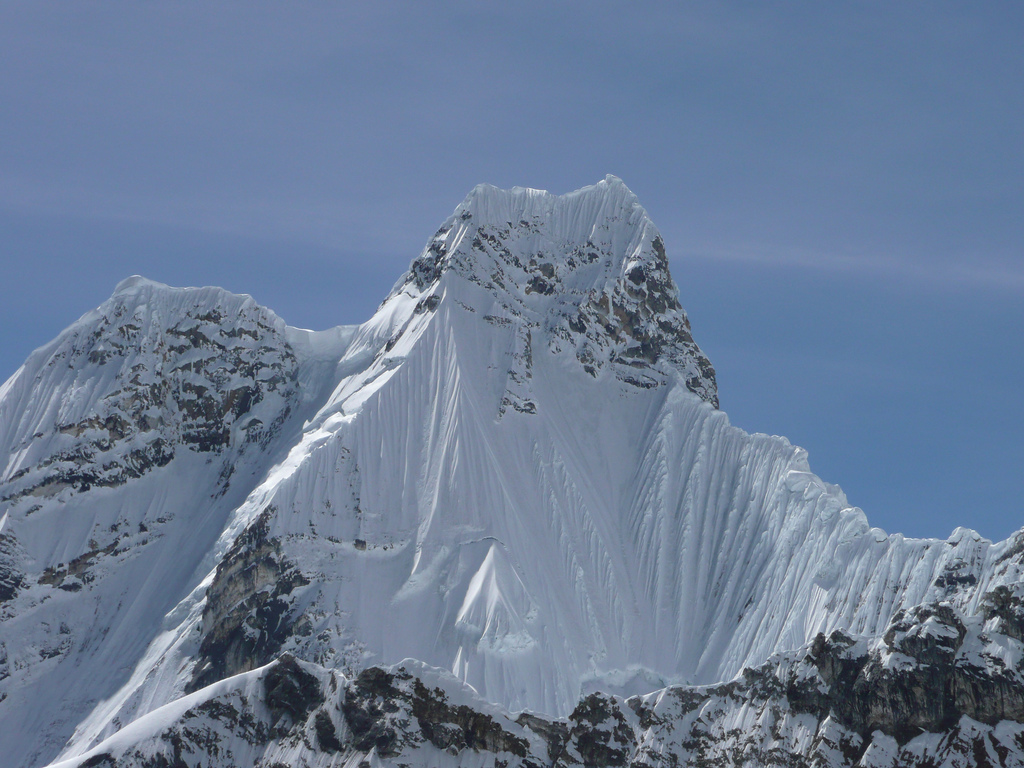
Jirishanca

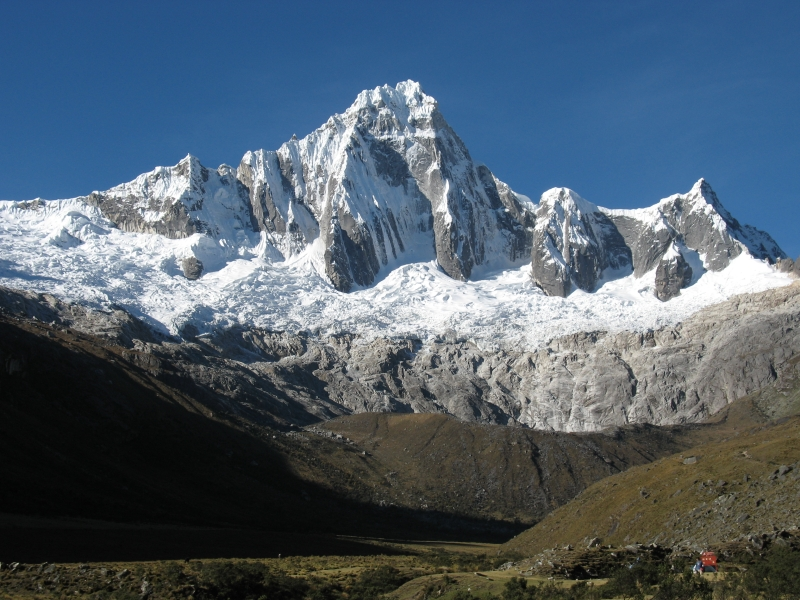
Taulliraju

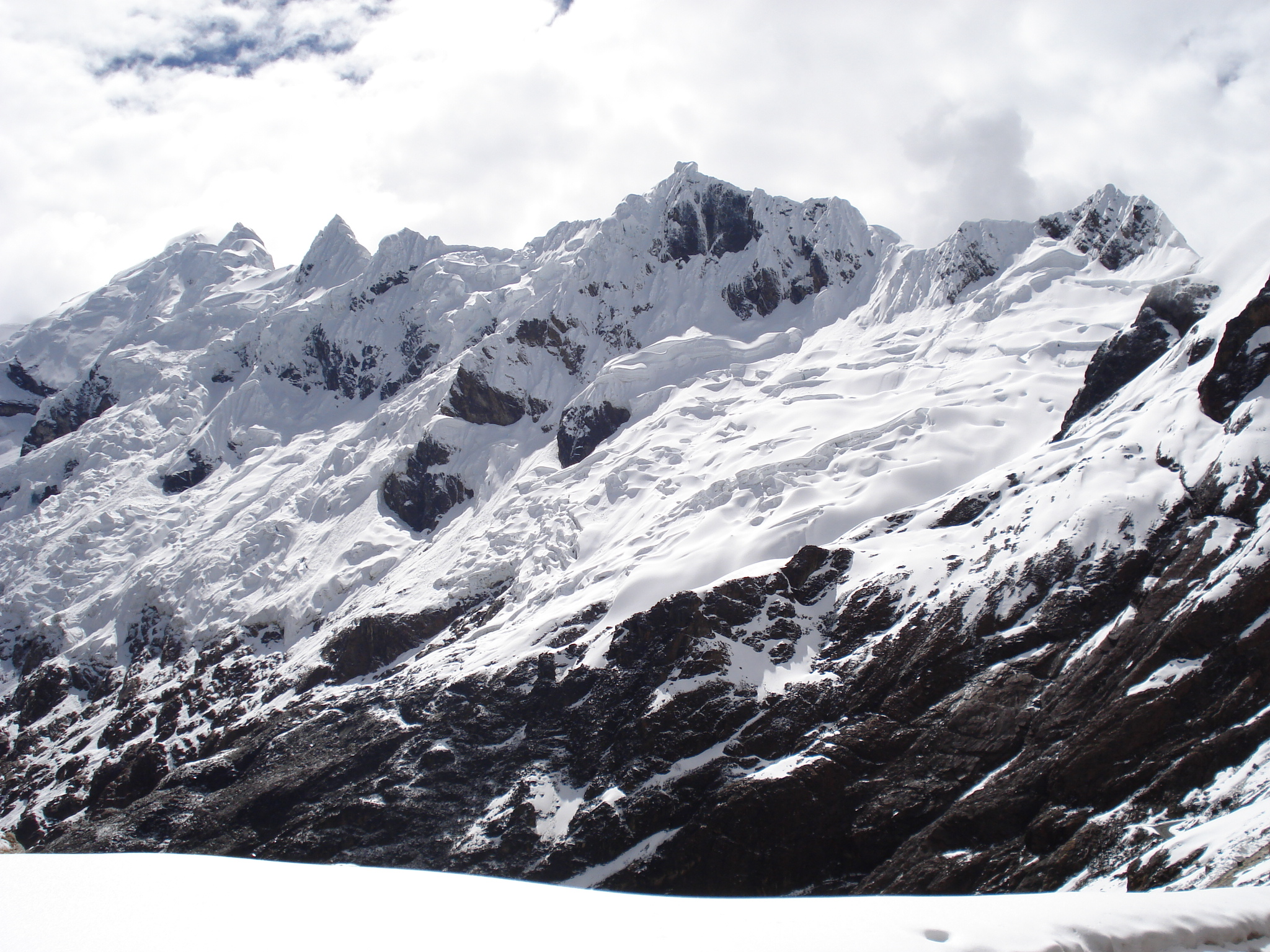
Contrayerba

### Lista principale
(P.S. Se hai abilitato JavaScript puoi riordinare la tabella cliccando sull'intestazione della colonna)
| Montagna                                | Altezza (m) | Dipartimento   | Catena montuosa         |
| --------------------------------------- | ----------- | -------------- | ----------------------- |
| Huascarán Sur                           | 6.746       | Ancash         | Cordillera Blanca       |
| Huascarán Norte                         | 6.655       | Ancash         | Cordillera Blanca       |
| Yerupaja                                | 6.617       | Ancash         | Cordillera Huayhuash    |
| Yerupaja Chico                          | 6.121       | Ancash         | Cordillera Huayhuash    |
| Coropuna                                | 6.425       | Arequipa       | Cordigliera Occidentale |
| Coropuna Casulla                        | 6.377       | Arequipa       | Cordigliera Occidentale |
| Coropuna Este                           | 6.305       | Arequipa       | Cordigliera Occidentale |
| Huandoy                                 | 6.395       | Ancash         | Cordillera Blanca       |
| Huandoy Sur                             | 6.160       | Ancash         | Cordillera Blanca       |
| Ausangate                               | 6.372       | Cusco          | Cordillera Vilcanota    |
| Huantsán (Tunsho)                       | 6.369       | Ancash         | Cordillera Blanca       |
| Chopicalqui                             | 6.345       | Ancash         | Cordillera Blanca       |
| Siula Grande                            | 6.344       | Lima-Huánuco   | Cordillera Huayhuash    |
| Chinchey (Rurichinchay)                 | 6.309       | Ancash         | Cordillera Blanca       |
| Ampato                                  | 6.288       | Arequipa       | Cordigliera Occidentale |
| Palcaraju                               | 6.274       | Ancash         | Cordillera Blanca       |
| Salcantay                               | 6.271       | Cusco          | Cordillera Urubamba     |
| Santa Cruz                              | 6.241       | Ancash         | Cordillera Blanca       |
| Copa                                    | 6.188       | Ancash         | Cordillera Blanca       |
| Ranrapalca                              | 6.162       | Ancash         | Cordillera Blanca       |
| Pucaranra                               | 6.156       | Ancash         | Cordillera Blanca       |
| Hualcán (Rajopaquinan)                  | 6.122       | Ancash         | Cordillera Blanca       |
| Callangate                              | 6.110       | Cusco          | Cordillera Vilcanota    |
| Colquecruz (Alcamarinayoc)              | 6.102       | Cusco          | Cordillera Vilcanota    |
| Chacraraju                              | 6.108       | Ancash         | Cordillera Blanca       |
| Jirishanca                              | 6.094       | Ancash-Huánuco | Cordillera Huayhuash    |
| Chachani                                | 6.057       | Arequipa       | Cordigliera Occidentale |
| Jatunriti (Nañaloma, Yanaloma o Chumpe) | 6.106       | Cusco          | Cordillera Vilcanota    |
| Jatunhuma (Pico Tres)                   | 6.093       | Cusco          | Cordillera Vilcanota    |
| Solimana                                | 6.093       | Arequipa       | Cordigliera Occidentale |
| Hualca Hualca                           | 6.025       | Arequipa       | Cordigliera Occidentale |
| Yayamari (Montura)                      | 6.049       | Cusco          | Cordillera Vilcanota    |
| Chaupi Orco                             | 6.044       | Puno- Bolivia  | Cordillera Apolobamba   |
| Pucajirca                               | 6.046       | Ancash         | Cordillera Blanca       |
| Quitaraju                               | 6.036       | Ancash         | Cordillera Blanca       |
| Tocllaraju                              | 6.034       | Ancash         | Cordillera Blanca       |
| Caraz                                   | 6.025       | Ancash         | Cordillera Blanca       |

### Lista alternativa
Questa è una lista di montagne in Perù contenente tutte le vette al di sopra dei 6000 m. È stata compilata sulla base di una lista stilata dall'INEI (Instituto Nacional de Estadística e Informática), alla quale è stata applicata qualche correzione. 
Questa era la lista originaria in questa pagina, ma è stata rimpiazzata per diversi motivi:- 
- include vette che non si trovano in alcun'altra fonte, per esempio Pomabamba, Siutá.
- include vette che sono segnate nello stesso punto geografico sotto due nomi differenti, per esempio Tunsho/Huantsan, Rajopaquinan/Hualcan. Queste vette hanno differenti nomi su mappe diverse.
- non fornisce basi scientifiche su ciò che definisce una vetta di 6.000 m, per esempio il Huascarán Norte ha ben 600 m di prominenza dal colle che lo divide dal Huascarán Sur, ma non è stato inserito, mentre molti picchi che hanno meno di 200 m di prominenza sono stati inclusi.

| Montagna          | Vetta (metri) | Regione           | Catena montuosa       |
| ----------------- | ------------- | ----------------- | --------------------- |
| Huascarán         | 6,768         | Ancash            | Cordillera Blanca     |
| Huandoy           | 6,395         | Ancash            | Cordillera Blanca     |
| Huantsán          | 6,395         | Ancash            | Cordillera Blanca     |
| Chopicalqui       | 6,354         | Ancash            | Cordillera Blanca     |
| Chinchey          | 6,222         | Ancash            | Cordillera Blanca     |
| Nevado Copa       | 6,188         | Ancash            | Cordillera Blanca     |
| Santa Cruz        | 6,259         | Ancash            | Cordillera Blanca     |
| Pomabamba         | 6,258         | Ancash            | Cordillera Blanca     |
| Cojup             | 6,180         | Ancash            | Cordillera Blanca     |
| Carhuacatac       | 6,171         | Ancash            | Cordillera Blanca     |
| Ranrapalca        | 6,162         | Ancash            | Cordillera Blanca     |
| Huichajanga       | 6,127         | Ancash            | Cordillera Blanca     |
| Hualcán           | 6,126         | Ancash            | Cordillera Blanca     |
| Rajopaquinan      | 6,122         | Ancash            | Cordillera Blanca     |
| Chacraraju        | 6,120         | Ancash            | Cordillera Blanca     |
| Pucajirca (South) | 6,100         | Ancash            | Cordillera Blanca     |
| Pucajirca (North) | 6,036         | Ancash            | Cordillera Blanca     |
| Tocllaraju        | 6,032         | Ancash            | Cordillera Blanca     |
| Alpamayo          | 5,947         | Ancash            | Cordillera Blanca     |
| Taulliraju        | 5,830         | Ancash            | Cordillera Blanca     |
| Nevado Pisco      | 5,752         | Ancash            | Cordillera Blanca     |
| Yerupaja          | 6,632         | Ancash-Huánuco    | Cordillera Huayhuash  |
| Siutá             | 6,356         | Ancash-Huánuco    | Cordillera Huayhuash  |
| Sarapo            | 6,143         | Ancash-Huánuco    | Cordillera Huayhuash  |
| Jirishjanca       | 6,126         | Ancash-Huánuco    | Cordillera Huayhuash  |
| Rasac             | 6,040         | Ancash-Huánuco    | Cordillera Huayhuash  |
| Chachani          | 6,075         | Arequipa          | Cordillera Volcánica  |
| Chillone          | 6,000         | Arequipa          | Cordillera Chila      |
| Coropuna          | 6,425         | Arequipa-Ayacucho | Cordillera Ampato     |
| Ampato            | 6,310         | Arequipa-Ayacucho | Cordillera Ampato     |
| Solimana          | 6,117         | Arequipa-Ayacucho | Cordillera Ampato     |
| Hualca Hualca     | 6,050         | Arequipa-Ayacucho | Cordillera Ampato     |
| Sabancaya         | 6,040         | Arequipa-Ayacucho | Cordillera Ampato     |
| Sara Sara         | 6,000         | Arequipa-Ayacucho | Cordillera Ampato     |
| Ausangate         | 6,384         | Cusco             | Cordillera Vilcanota  |
| Yanaloma          | 6,111         | Cusco             | Cordillera Vilcanota  |
| Colquecruz        | 6,111         | Cusco             | Cordillera Vilcanota  |
| Collpa Ananta     | 6,110         | Cusco             | Cordillera Vilcanota  |
| Chumpe            | 6,106         | Cusco             | Cordillera Vilcanota  |
| Alcamarinayoc     | 6,102         | Cusco             | Cordillera Vilcanota  |
| Jatunhuma         | 6,094         | Cusco             | Cordillera Vilcanota  |
| Jatunjampa        | 6,093         | Cusco             | Cordillera Vilcanota  |
| Hualyoc           | 6,007         | Cusco             | Cordillera Vilcanota  |
| Cayangate         | 6,001         | Cusco             | Cordillera Vilcanota  |
| Yayamari          | 6,000         | Cusco             | Cordillera Vilcanota  |
| Salcantay         | 6,271         | Cusco             | Cordillera Vilcabamba |
| Pumasillo         | 6,070         | Cusco             | Cordillera Vilcabamba |
| Lasunayoc         | 6,000         | Cusco             | Cordillera Vilcabamba |
| Chupaorko         | 6,300         | Puno              | Cordillera Apolobamba |
| Palomani          | 6,100         | Puno              | Cordillera Apolobamba |
| Halancoma         | 6,000         | Puno              | Cordillera Urubamba   |

### Vette peruviane che probabilmente non raggiungono i 6.000 m
Molte vette in Perù sono frequentemente quotate al di sopra dei 6.000 m ma non raggiungono questa elevazione secondo i più recenti studi pubblicati dall'IGM Peruviano. Tra queste vette figurano:- Pumasillo 5.991 m, Lasunayoc 5.936 m, Contrahierbas 5.954 m, Artesonraju 5.999 m, Sabancaya 5.976 m, Palomani 5.723 m, Sara Sara 5.505 m, Helancoma 5.367 m.

### Vette secondarie con meno di 300 m di prominenza
Tra le vette superiori ai 6.000 metri che sono state spesso indicate come distinte ma che hanno meno di 300 m di prominenza figurano:- Huandoy Oeste 6.342 m (prominenza di circa 200–250 m), Sarapo 6.127 m (prominenza di circa 180–230 m), Callangate Nord 6.000 m (meno di 290 m di prominenza).
Il Caraz Este (6.020 m) ed il Rasac (6.017 m) potrebbero o meno raggiungere i 300 m di prominenza, ma al riguardo ci sono dati insufficienti da parte delle mappe dell'IGM Peruviano.